# Колобнєв Олександр Васильович
Олександр Васильович Колобнєв  (рос. Александр Васильевич Колобнев, 4 травня 1981) — російський велогонщик, олімпійський медаліст.

## Виступи на Олімпіадах
| Олімпіада  | Дисципліна             | Місце |
| ---------- | ---------------------- | ----- |
| Афіни 2004 | особиста шосейна гонка | 10    |
| Пекін 2008 | особиста шосейна гонка | 3     |